# Аудеслейс (Схаген)
Аудеслейс (нід. Oudesluis) — село в нідерландській провінції Північна Голландія. Входить до муніципалітету Схаген.
Його площа — 8,29 км², а населення станом на 2021 рік становило 715 осіб.

## Галерея

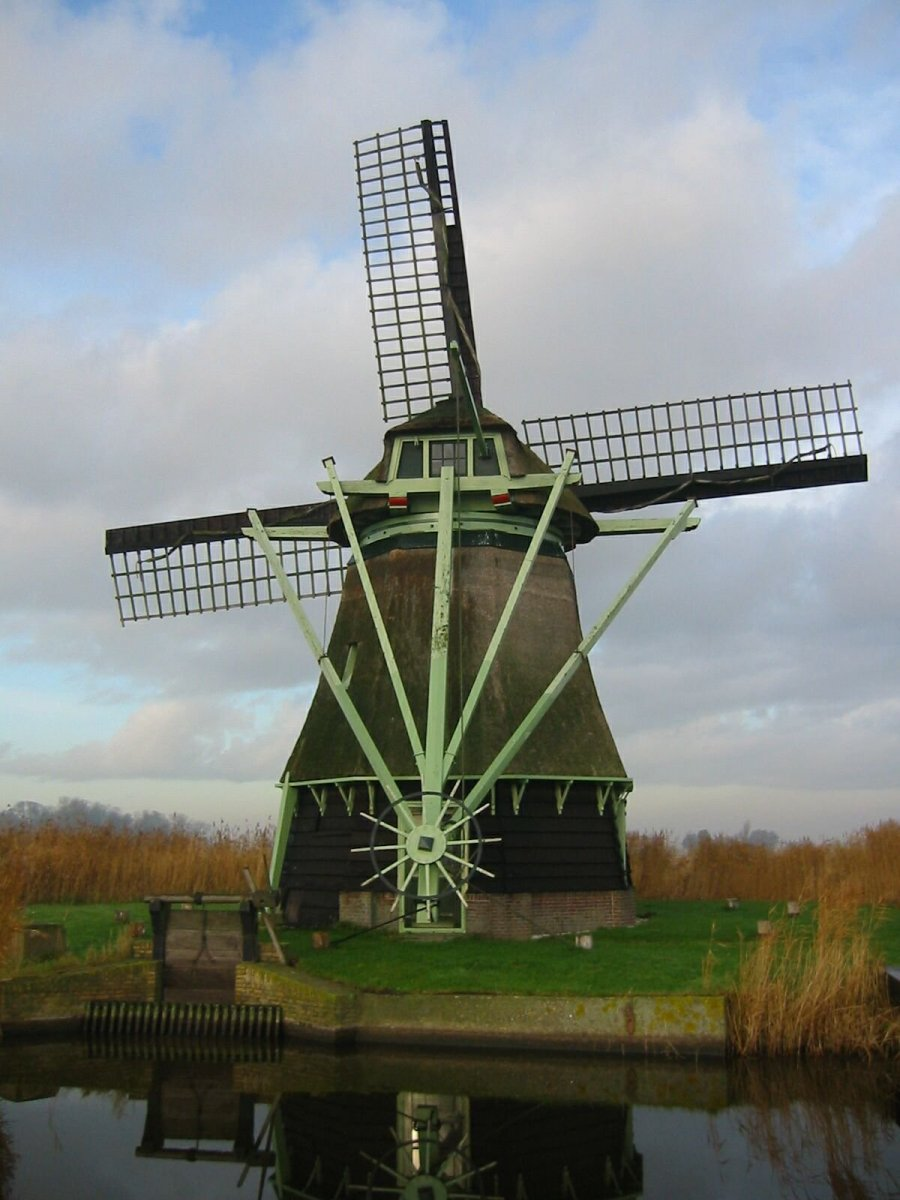
Вітряк у селі
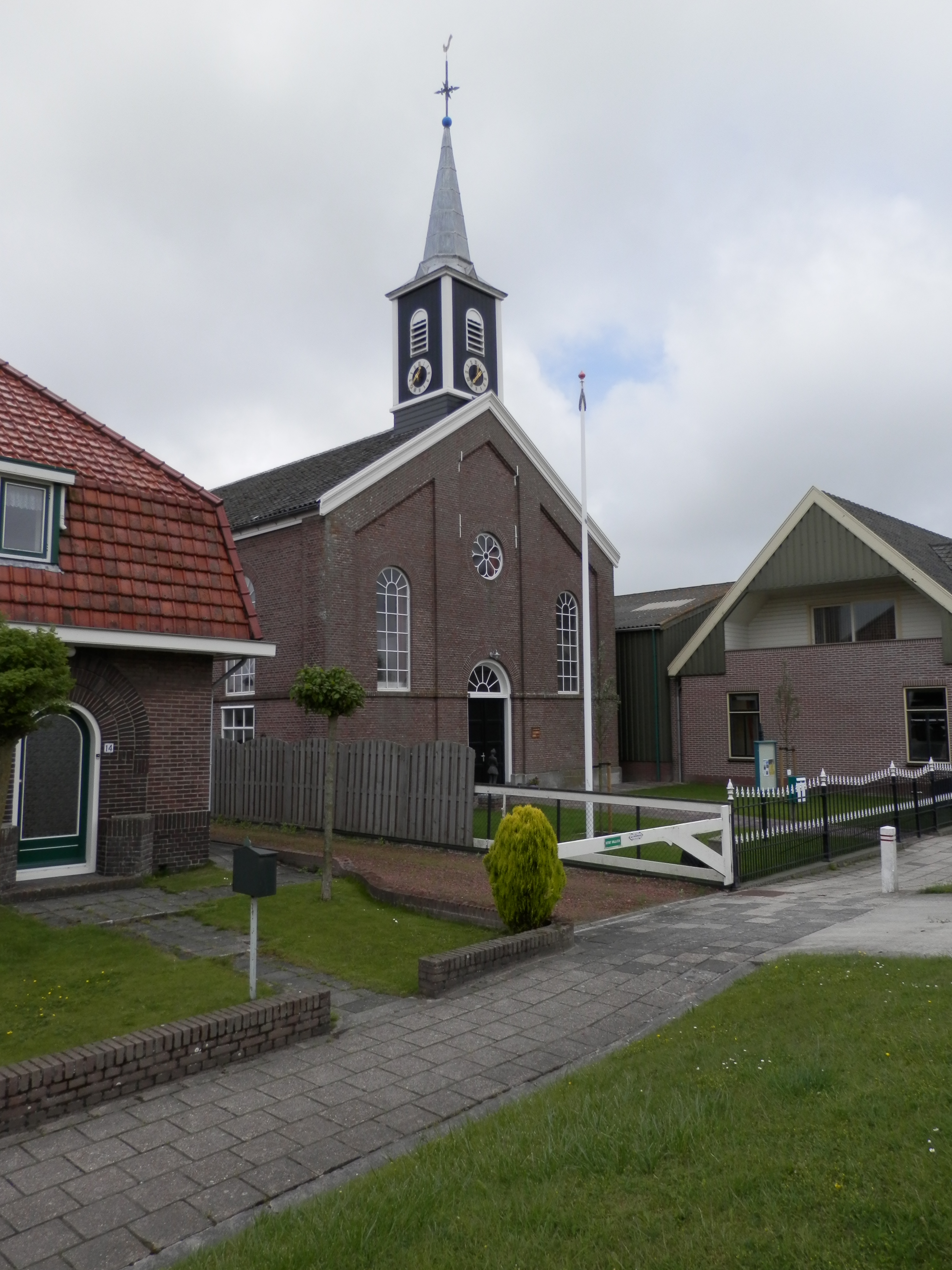
Реформістська церква
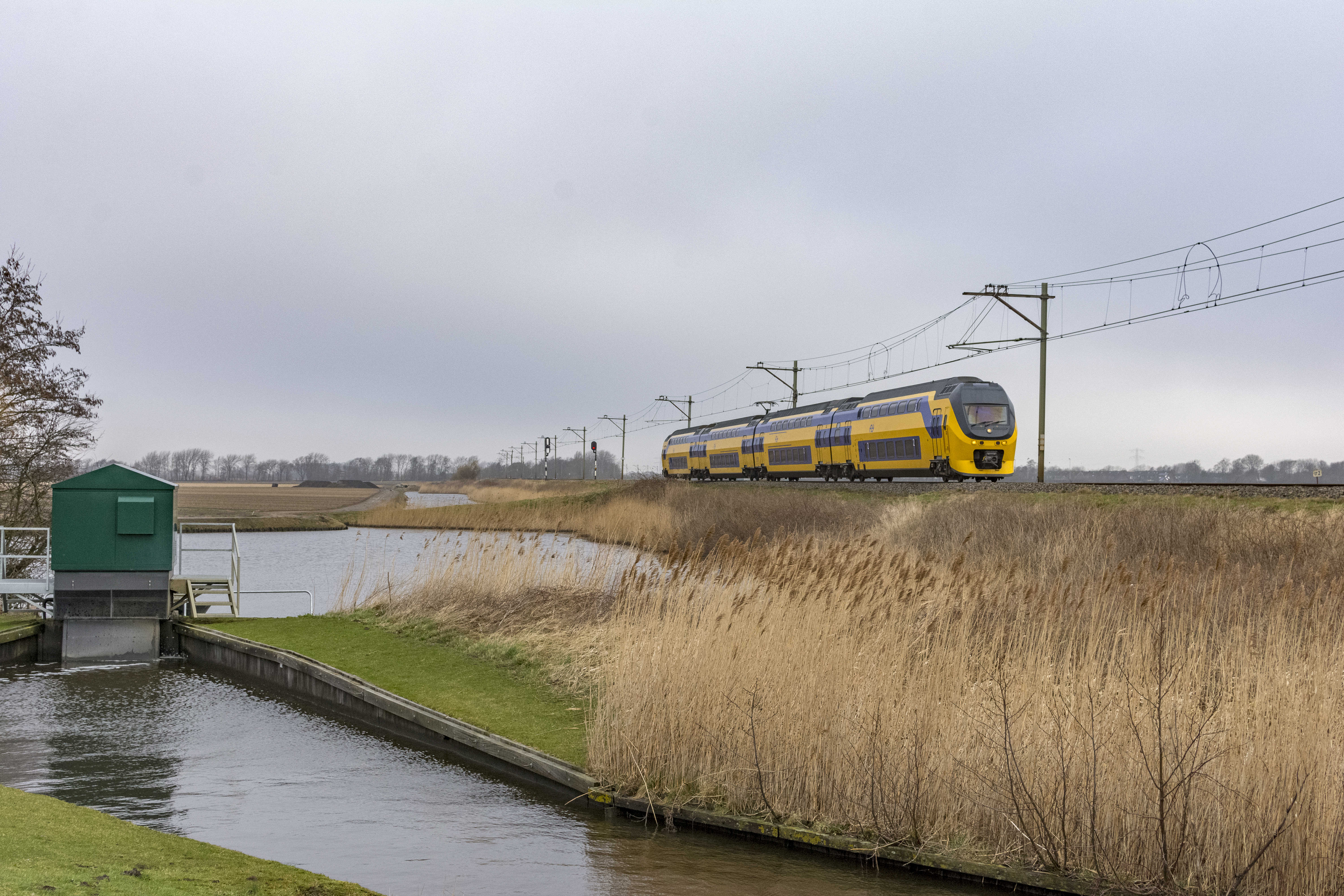
Потяг поблизу села